# Abee (meteorit)
 Meteorit Abee  je meteorit iz skupine enstatitnih hondritov (aubritov). 
Na zemljo je padel 9. junija 1952 v provinci Alberta v Kanadi. 

Meteorit Abee je največji najdeni meteorit med enstatitnimi hondriti. Na osnovi zgradbe in teksture bi lahko sklepali, da je imel s trki zelo bogato preteklost. Vsebuje zelo malo kisika, v glavnem ga sestavlja kovina ali sulfidi. Tako močno redicirani meteoriti predstavljajo samo okoli 2 % vseh meteoritov.
V njem so našli tudi diamante, ki so veliki samo okoli 100 nm in imajo nenavadno obliko. 
Meteorit je verjetno nastal v okolju protosončevega diska, ki je imelo malo kisika, pred 4,49 milijardami let. Nekateri trdijo, da je nastal na področju današnjega Merkurja, kar pa ni potrjeno. Na splošno pa je priznano, da njegov izvor lahko uvrstimo v obdobje pred nastankom Sonca.